# پانداتاریپو
پانداتاریپو (به لاتین: Pandatharippu) یک منطقهٔ مسکونی در سری‌لانکا است که در ناحیه جفنا واقع شده‌است.